# Rombo (instrumento musical)

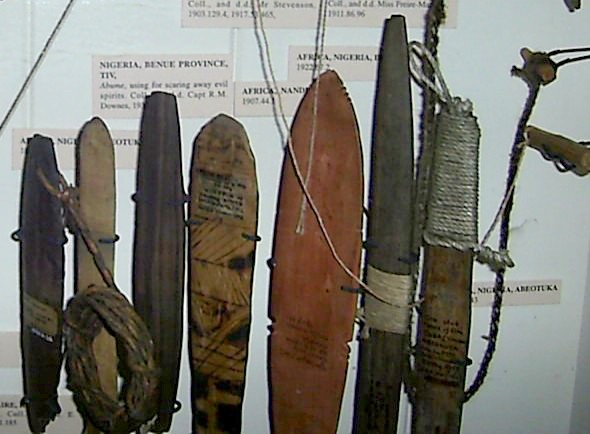
Rombos africanos em exposição no Pitt Rivers Museum

O rombo é um instrumento musical, mais precisamente um aerofone livre.
O rombo é constituído por uma pequena tábua extremamente achatada (geralmente de madeira, mas podendo ser de osso, plástico ou outro material), com um furo numa das extremidades, por onde se amarra uma corda. O instrumento é posto em ação segurando a corda numa extremidade e pondo a outra extremidade com a tábua a girar no ar. O som é produzido pelo fendilhamento do ar do objeto em movimento. Consequentemente, o rombo é considerado um aerofone livre, de interrupção, de oscilação.
O rombo remonta aos tempos primitivos, e tem sido assinalada a sua presença em várias culturas do planeta. Na Austrália ainda é usado com uma função ritual.